# Blohm & Voss BV 138
De Blohm & Voss BV 138 Seedrache was een vliegboot ontworpen door de Duitse vliegtuigbouwer Blohm und Voss. Door zijn bijzondere vorm kreeg het toestel de bijnaam Fliegende Holzschuh, wat in het Nederlands vliegende klomp betekent.
Het Reichsluftfahrtministerium (RLM) riep in augustus 1934 op om ontwerpen in te dienen voor een meermotorig maritiem verkenningsvliegtuig. Dit toestel moest met de bijzonder zuinige Junkers Jumo 5-motoren worden uitgerust. De oproep leidde tot meerdere ontwerpen van een toestel met de aanduiding Ha 138. Het eerste prototype van de Ha 138 vloog op 15 juli 1937. Na ingrijpende veranderingen op het ontwerp kreeg het toestel de aanduiding BV 138A.
De eerste BV 138A vloog in februari 1939. In april 1940 volgden testvluchten van de BV 138 A-1 waarvan 25 exemplaren zijn gebouwd; deze toestellen namen deel aan de campagne tegen Noorwegen (Operatie Weserübung). De BV138 kon 500 kg bommen of 10 passagiers vervoeren. De meeste toestellen waren uitgerust met de FuG 200 Hohentwiel radar. Een klein aantal vliegtuigen werd omgebouwd tot BV 138 MS, die was voorzien van een magneetring waarmee mijnen onschadelijk werden gemaakt.

## Uitvoeringen
| Aanduiding | Toelichting                                                                                              | Aantal gebouwd |
| BV 138 A-1 | Eerste serieproductie voorzien van 605 pk Jumo 205 C motoren.                                            | 25             |
| BV 138 B-1 | Structureel versterkte uitvoering met 880 pk Jumo 205 D Motoren.                                         | ±20            |
| BV 138 C-1 | Nog meer versterkte versie. De middelste motor kreeg een vierbladige propeller.                          | 227            |
| BV 138 MS  | Mijnenveger-uitvoering; de bewapening werd verwijderd om de krachtbron voor de magneetring in te bouwen. | onbekend       |